# Daniel Panzac
Daniel Panzac (Lilla, 1º settembre 1933 – Aix-en-Provence, 7 dicembre 2012) è stato uno storico e orientalista francese del Mediterraneo in età ottomana.

## Biografia
Laureato in Lettere, è stato un professore di Storia nell'insegnamento secondario francese, così come, prima di lui, Lucien Febvre, Georges Duby, Fernand Braudel o Emmanuel Le Roy Ladurie. 

Diventa Ricercatore al CNRS nel 1985 presso l'IREMAM di Aix-en-Provence, Direttore di ricerca nel 1988 e Direttore di ricerca emerito nel 1998. È stato Direttore del GREPO (Groupe de recherches et d'études sur le Proche-Orient, CNRS-Université de Provence) dal 1985 al 1989, Direttore ad interim dell'IREMAM nel 1988-1989 e Presidente dell'EURAMES (European Association for Middle East Studies) dal 1997 al 1999.
Nonostante abbia potuto dedicarsi interamente alla ricerca solo a partire dagli anni Ottanta, la sua produzione storiografica è molto ricca e variegata: 10 volumi, di cui uno postumo, e 79 articoli comparsi in riviste specializzate di diversi paesi, cui si aggiungono varie direzioni di opere collettive e l'organizzazione di numerosi colloqui internazionali.
Dopo aver lavorato sull'evoluzione demografica e sanitaria dell'Impero ottomano, di cui si ricorda l'opera fondamentale La peste dans l'Empire ottoman 1700-1850 (Ed. Peeters, Louvain, 1985, 659 pp.) che gli valse il premio della Société française d'Histoire de la Médecine per il 1986, Panzac si concentrò su questioni inerenti al commercio, la navigazione e la guerra nel Mediterraneo ottomano tra il XVIII e il XIX secolo, ottenendo il premio di Storia e sociologia Diane Potier-Boès dell'Académie française per la sua opera La Marine ottomane. De l'apogée à la chute de l'Empire (1572-1923) (Paris, CNRS éditions, 2009, 560 pp.).
Appassionato frequentatore di archivi e viaggiatore del Mediterraneo, i suoi contributi si qualificano nel panorama storiografico internazionale per rigore scientifico e capacità di interpretazione del passato del Mediterraneo.

## Pubblicazioni

### Saggi
- La peste dans l'Empire ottoman 1700-1850, Ed. Peeters, Louvain, 1985.
- Quarantaines et lazarets. L'Europe et la peste d'Orient (XVIIe-XXe siècles), Edisud, Aix-en-Provence, 1986.
- La population de l'Empire ottoman. Cinquante ans (1941-1990) de publications et de recherches, CNRS-IREMAM, Aix-en-Provence, 1993.
- Population et santé dans l'Empire ottoman (XVIIIe-XXe siècles), Isis, Istanbul, 1996.
- Commerce et navigation dans l'Empire ottoman au XVIIIe siècle, Isis, Istanbul, 1996.
- Osmanlı İmparatorluğu'nda Veba, 1700-1850, Tarih Vakfı, Istanbul, 1997, (versione abbreviata in lingua turca di La peste dans l'Empire ottoman).
- Les corsaires barbaresques. La fin d'une épopée, 1800-1820, CNRS Editions, Paris, 1999.
- Le docteur Adrien Proust, père méconnu, précurseur oublié, L'Harmattan, Paris, 2003.
- Barbary Corsairs. The End of a Legend 1800-1820, Brill, London-Boston, 2005, pp. 353 (traduzione in lingua inglese di Les corsaires barbaresques. La fin d'une épopée).
- La marine ottomane, de l'apogée à la chute de l'Empire (1572-1923), CNRS Editions, Paris, 2009.

## Opere collettive dirette da Daniel Panzac
- “Les Ottomans en Méditerranée”, su: Revue de l'Occident Musulman et de la Méditerranée, 39, 1985, 244 pp.
- “Turquie, la croisée des chemins”, su: Revue du Monde Musulman et de la Méditerranée, 50, 1988, 197 pp.
- “Les Arabes, les Turcs et la Révolution française”, su: Revue du Monde Musulman et de la Méditerranée, 52-53, 1989, 301 pp.
- “Les Balkans à l'époque ottomane”, su: Revue du Monde Musulman et de la Méditerranée, 66, 1992, 160 pp.
- Les villes de l'Empire ottoman: activités et sociétés, C.N.R.S., Aix-en-Provence, tomo I: "Les sources, les hommes, les réseaux", 1991, pp. 418 ; Tomo II: "Habitat, modes de vie, les édifices économiques collectifs", 1994, pp. 420.
- Histoire économique et sociale de l'Empire ottoman et de la Turquie (1326-1960), Actes du Sixième Congrès international tenu à Aix-en-Provence (1-4 luglio 1992), Ed. Peeters, Louvain, 1995.
- La France et l'Egypte à l'époque des vice-rois 1805-1882 (D. Panzac e A. Raymond ed.), IFAO, Le Caire, 2002.

### Articoli

#### Questioni sanitarie
- "La peste à Smyrne au XVIIIe siècle", su: Annales E.S.C., 1973/5, pp. 1071–1093.
- “Aix-en-Provence et le choléra en 1835”, su: Annales du Midi, 1974/4, pp. 419–444.
- “Endémies, épidémies et population en Egypte au XIXe siècle”, in L'Egypte au XIXe siècle, Paris, CNRS, 1982, pp. 83–100.
- “La peste dans l'Empire ottoman (1700-1850)”, su: L'information historique, n° 46, 1984, pp. 163–169.
- “Crime ou délit ? Les infractions à la législation sanitaire en Provence au XVIIIe siècle”, su: Revue historique, 1986/1, pp. 39–71.
- “Peste et croissance urbaine: Alexandrie du XVIIe au XIXe siècle”, su: Revue de l'Occident Musulman et de la Méditerranée, n° 46, 1987, pp. 81–89.
- “Médecine révolutionnaire et révolution de la médecine dans l'Egypte de Muhammad Ali: le Dr Clot-Bey”, su: Revue du Monde Musulman et de la Méditerranée, 52-53, 1989, pp. 95–110
- “Mourir à Alep au XVIIIe siècle”, su: Revue du Monde musulman et de la Méditerranée, 62, 1991, pp. 111–122.
- “Tanzimat et santé publique: les débuts du Conseil sanitaire de l'Empire ottoman”, in: 150 Yilinda Tanzimat (a cura di H. D. Yildiz), Türk Tarih Kurumu, Ankara, 1992, pp. 325–333.
- “Vingt ans au service de la médecine turque: le Dr Fauvel à Istanbul (1847-1867)”, in: Santé, médecine et société dans le monde arabe (a cura di Elisabeth Longuenesse), Ed. Harmattan, Paris, 1995, pp. 165–181.
- “Les docteurs orientaux de la faculté de médecine de l'Université de Paris au XIXe siècle”, su: Revue du Monde musulman et de la Méditerranée, 75-76, 1995, pp. 295–303.
- “Pratiques anciennes et maladies nouvelles: la difficile adaptation de la politique sanitaire au XIXe siècle”, su: Bulletins et mémoires de la Société d'Anthropologie de Paris, 10, 1998, pp. 53–66.
- “Un inquiétant retour d'Egypte: Bonaparte, la peste et les quarantaines”, in: “Bonaparte, les îles méditerranéennes et l'appel de l'Orient”, Cahiers de la Méditerranée, 57, déc. 1998, pp. 271–280.
- “Politique sanitaire et fixation des frontières: l'exemple ottoman (XVIIIe-XIXe siècles)”, su: Turcica, 31, pp. 87–108.
- “Peste, popolazione e congiuntura in Africa settentrionale (XVIII-XIX secolo)”, in: Epidemie e società nel Mediterraneo di Età moderna (G. Restifo ed.), A. Siciliano, Messina, 2001, pp. 83–90.
- “La peste dans les possessions insulaires du Grand Seigneur (XVIIe-XIXe siècles “, in: Insularités ottomanes (N. Vatin et G. Veinstein éd.), I.F.E.A., Maisonneuve et Larose, Paris, 2004, pp. 223–240.
- “I lazzaretti francesi”, in: Rotte mediterranee e baluardi di sanità (a cura di Nelly Vanzan-Marchini), Milano, Skira, 2004, pp. 292–305.
- “La peste in Levante. Epidemiologie, diffusione e sparizione”, in: Rotte mediterranee e baluardi di sanità (a cura di Nelly Vanzan-Marchini), Milano, Skira, 2004, pp. 165–179.

#### Demografia
- “La population de l'Egypte contemporaine (1800-1976)”, in: L'Egypte d'aujourd'hui, Paris, CNRS, 1977, pp. 157–178.
- “Evolution d'une ville cosmopolite: Alexandrie au XIXe siècle”, su: Annales islamologiques, XIV, 1978, pp. 194–215.
- “Les étrangers en Egypte à la fin du XIXe siècle: répartition et activités professionnelles”, in: Minorités et métiers en Méditerranée, Aix-en-Provence, C.N.R.S., 1978, pp. 173–179.
- “La population de l'Empire ottoman et de ses marges du XVe au XIXe siècle: bibliographie (1941-1980) et bilan provisoire”, su: Revue de l'Occident Musulman et de la Méditerranée, n° 31, 1981, pp. 119–137.
- “Les bases démographiques de l'affrontement turco-égyptien de 1830-1840”, in: Economie et sociétés dans l'Empire ottoman (fin du XVIIIe-début du XXe siècle), Paris, CNRS, 1983, pp. 219–234.
- “Espace et population en Egypte”, su: Méditerranée, 1983/4, pp. 71.80.
- “The population of Egypte in the nineteenth century”, su: Asian and African Studies, n° 21, 1987, pp. 11–32.
- “L'enjeu du nombre: la population de la Turquie de 1914 à 1927”, su: Revue du Monde Musulman et de la Méditerranée, 50, 1988, pp. 45–67.
- “La transition géographique en Egypte: une évolution en paliers”, in: La transition démographique dans les pays méditerranéens, Nice, juin 1990, Cahiers de la Méditerranée, n° 40, tomo II, pp. 65–94.
- “L'ancien régime démographique au Machrek (XVIIIème - XIXème siècles)”, in: La démographie historique en Tunisie et dans le monde arabe, Actes du colloque de Tunis des 15 et 16 novembre 1991, Cérès Production, Tunis, 1993, pp. 83–93.
- “La population de la Macédoine au XIXe siècle (1820-1912)”, su: Revue du Monde Musulman et de la Méditerranée, n° 66, 1992/4, pp. 113–134.

#### Commercio marittimo
- “Activité et diversité d'un grand port ottoman: Smyrne dans la première moitié du XVIIIe siècle”, in: Mémorial Ömer Lûtfi Barkan, Paris 1980, pp. 159–164.
- “Affréteurs ottomans et capitaines français à Alexandrie: la caravane maritime en Méditerranée au milieu du XVIIIe siècle”, su: Revue de l'Occident Musulman et de la Méditerranée, n° 34, 1982, pp. 23–38.
- “Les échanges maritimes dans l'Empire ottoman au XVIIIe siècle”, su: Revue de l'Occident Musulman de la Méditerranée, n° 39, 1985/1, pp. 177–188.
- “L'escale de Chio: un observatoire privilégié de l'activité maritime en Mer Egée au XVIIIe siècle”, in: Histoire, économie et société, 1985/4, pp. 541–561.
- “Négociants ottomans et capitaines français: la caravane maritime en Crète au XVIIIe siècle”, in: L'Empire ottoman, la République de Turquie et la France, Ed. Isis, Istanbul-Paris, 1986, pp. 99–118.
- “Négociants ottomans et activité maritime à Istanbul à la fin du XVIIIe siècle”, su: Mélanges Professeur Robert Mantran, Zaghouan (Tunisie), 1988, pp. 187–199.
- “XVIII. Yüzyilda Osmanli Imparatorlugunda Deniz Ticareti”, Ege Universitesi Edebiyat Fakültesi, Tarih Incemeleri Dergisi, 1988, 4, pp. 179–192.
- “Commerce et commerçants des ports du Liban Sud et de Palestine (1756-1787)”, su: Revue du Monde Musulman et de la Méditerranée, 55-56, 1990, pp. 75–93.
- “Seaborne Trade in the Ottoman empire in the 18th Century”, in: (a cura di) Lowry H. e Hattox R., Proceedings of the IIIrd Congress of the Social and Economic History of Turkey, The Isis Press, Istanbul, Washington, Paris, 1990,
- “Négociants ottomans et activité maritime au Maghreb (1686-1707)”, in: D. Panzac (sous la direction de) Les villes de l'Empire ottoman: activités et sociétés, C.N.R.S., 1991, vol. 1, pp. 221–252.
- “Büyük bir Osmanli Limaninin zenginligi ve etkinligi: XVIII. Yüzyilin birinci yarasinda Izmir”, su: Izmir Ticaret Dergisi, 64, avril 1991, pp. 27–30.
- “International and Domestic Maritime Trade in the Ottoman Empire during the 18th century”, su: International Journal of Middle East Studies, 24, mai 1992, pp. 189–206.
- “Le commerce maritime de Tripoli de Barbarie dans la seconde moitié du XVIIIe siècle”, su: Revue d'Histoire maghrébine, 69-70, mai 1993, pp. 141–167.
- “Les réseaux d'échanges des ports ottomans, Smyrne, Beyrouth, Alexandrie, Tunis (fin du XVIIIe - début du XXe siècle)”, in: Ville et port XVIIIe-XXe siècles (M. Collin éd.), L'Harmattan, Paris, 1994, pp. 231–243.
- “La Régence de Tunis et la mer à l'époque d'Hammouda Pacha Bey (1782-1814)”, su: Les Cahiers de Tunisie, 165, 3-1993 (1995), pp. 65–84.
- “L'économie ottomane en question: les clauses monétaires dans les contrats d'affrètement maritime au XVIIIe siècle”, su: Journal of Economic and Social History of the Orient, 39,3 (1996), pp. 368–378.
- “Une tentative avortée: les flottes de commerce du Maghreb au début du XIXe siècle”, in Transizione e sviluppo. Le periferie d'Europa (secc. XVIII-XIX), (a cura di P. Fornaro), Catanzaro, Rubbettino, 1998, pp. 115–144.
- “Un défi interrompu: les flottes de commerce du Maghreb au début du XIXe siècle”, su: Arab Historical Review for Ottoman Studies, 21, 9/2000, pp. 57–78.
- “Le contrat d'affrètement maritime en Méditerranée: droit maritime et pratique commerciale entre Islam et Chrétienté (XVIIe-XVIIIe siècles)”, su: Journal of the Economic and Social History of the Orient, 45, 2002/3, pp. 342–362.
- “L'approvisionnement des villes d'Afrique du Nord par la voie maritime au XVIIIe siècle”, in: Nourrir les cités méditerranéennes. Antiquité-Temps modernes (sous la dir. de Brigitte Marin et Catherine Virlouvet), Maisonneuve et Larose, Paris, 2003, pp. 825–837.
- “L'abord des ports syriens à l'époque ottomane”, in: Mélanges à André Raymond, Fondation Temimi, Zaghouan, Tome I, pp. 197–221.
- “Juifs et Musulmans dans le commerce maritime tunisien à l'époque d'Hammouda Bey”, in: Entre Orient et Occident. Juifs et Musulmans en Tunisie (D. Cohen-Tannoudji éd.), Editions de l'Eclat, Paris, 2007, pp. 45–62.
- "Les affréteurs ottomans de navires à Istanbul dans les seconde motié du XVIIIe siècle", in: Merchants in the Ottoman Empire (Suraya Faroqhi et Gilles Veinstein éd.), coll. Turcica, vol. XV, Peeters, Louvain, 2008, pp. 165–177.

#### Guerra sul mare
- "Ottoman Navy", in: The Indian Ocean and the Presence of the Ottoman Navy in the 16th and 17th Centuries, (International Turkish Sea Power Symposium), Istanbul, 2009, pp. 22–29.
- "Le Tersâne-i Âmire (Arsenal impérial) d'Istanbul, XVI-XVIIIe siècle", in: La Corse, la Méditerranée et les grands arsenaux européens du Moyen Âge au XVIIIe siècle, (Michel Vergé-Franceschi éd.), Editions Piazzola, Bonifacio, 2007, pp. 96–111.
- “Une activité en trompe-l'oeil: la guerre de course à Tripoli de Barbarie dans la seconde moitié du XVIIIe siècle”, su: Revue de l'Occident Musulman et de la Méditerranée, 47, 1988, pp. 127–141.
- “La flotte ottomane au milieu du XVIIIe siècle”, Ankara, Belleten, Août 1996, pp. 389–419.
- “L'Adriatique incertaine. Capitaines autrichiens, corsaires barbaresques et sultan ottoman vers 1800”, su: Turcica, 29, 1997, pp. 71–91.
- “Armed Peace in the Mediterranean 1736-1739: a Comparative Survey of the Navies”, su: The Marriner's Mirror, 84, febbraio 1997, pp. 41–55.
- “La paix armée en Méditerranée: les flottes de guerre vers 1736-1739”, in: Méditerranée mer ouverte (C. Villain-Gandossi, L. Durteste et S. Bussutil éd.), Malta, 1997, tomo I, pp. 85–107.
- “Course et diplomatie. Les provinces ottomanes du Maghreb et l'Europe (XVIIe-XVIIIe siècles)”, in: Course et jihâd maritime, Maroc-Europe, n° 11, 1997-1998, pp. 139–153.
- “The Manning of the Ottoman Navy in the Heyday of Sail (1660-1850)”, in: Arming the State. Military Conscription in the Middle East and Central Asia, 1775-1925 (E. Zürcher ed.), I. B. Tauris, London, New-York, 1999, pp. 41–57.
- “La course barbaresque revisitée, XVIe-XIXe siècles”, in: La guerre de course en Méditerranée (1515-1830) (M. Vergé-Franceschi et A.-M. Graziani éd.), Ajaccio, 2000, pp. 27–38.
- “Le khédive Ismaïl, le sultan ottoman et les cuirassés français”, in: La France et l'Egypte à l'époque des vice-rois 1805-1882 (D. Panzac et A. Raymond éd.), IFAO, Il Cairo, 2002, pp. 267–278.
- “Entre carrière et politique: les officiers de marine ottomans à la fin de l'Empire (1863-1923)”, su: Turcica, 33, 2002, pp. 63–83.
- “La France et les Régences barbaresques (1560-1830)”, su: Académie de Marine: Communications et mémoires, 2/2002, pp. 91–112.
- “La course barbaresque: les hommes, les navires, les pratiques (fin XVIIIe-début XIXe)”, in: Les Tyrans de la mer. Pirates, corsaires et flibustiers (S. Requemora et S. Linon-Chipon éd.), Paris, Presses Université de Paris-Sorbonne, 2002, pp. 99–107.
- “Affrontement maritime et mutations technologiques en mer Egée: l'Empire ottoman et la république de Venise (1645-1740)”, in: The Kapudan Pasha, his Office and his Domain (E. Zachariadou ed.), Rethymnon, 2002, pp. 119–139.
- “Un prologue aux Tanzimat: La modernisation des forces navales ottomanes, Empire, Maghreb, Egypte (fin XVIIIe-début XIXe siècle)”, su: Journal of Mediterranean Studies, vol. 12, 2, 2002, pp. 435–450.
- “Les esclaves et leurs rançons chez les Barbaresques (fin XVIIe-début XIXe siècle)”, in: L'esclavage en Méditerranée à l'époque moderne, Nice, Cahiers de la Méditerranée, n° 65, décembre 2002, pp. 99–118.
- “La course est-elle rentable? Le cas des régences barbaresques vers 1800”, in: Méditerranée, Moyen-Orient: deux siècles de relations internationales (hommage à Jacques Thobie, W. Arbid, S. Kançal, J. D. Mizrahi, S. Saul éd.), Paris, L'Harmattan, 2003, pp. 200–221.
- “De la guerre de Chypre à la guerre de Crète: un entracte en Méditerranée (1572-1645)”, in: The Ottoman Empire, Myths, Realities and Black Holes (E. Kermeli et O. Özel éd.), The Isis Press, Istanbul, 2006, pp. 257–267.
- “I corsari barbareschi e l'Europa mediterranea”, in: Incroci di sguardi. Il Mediterraneo e la Calabria tra Età moderna e contemporanea (a cura di Salvatore Speziale), Città del Sole Edizioni, Reggio Calabria, 2012, pp. 251–252.
- “Guerra e pace nel Mediterraneo orientale (XV-XX secolo)”, in: Incroci di sguardi. Il Mediterraneo e la Calabria tra Età moderna e contemporanea (a cura di Salvatore Speziale), Città del Sole Edizioni, Reggio Calabria, 2012, pp. 281–283.

#### Su Adrien Proust
- “Adrien Proust, Marseille et la peste vers 1900”, in: Peste: entre épidémies et sociétés (M. Signoli, D. Chevé, pp. Adalian, G. Boëtsch, O. Dutour), Firenze, Firenze University Press, 2007, pp. 39–48.
- “Adrien Proust défenseur de la santé publique sous la troisième République”, su: Nervure, Journal de Psychiatrie, n° 2-3, tomo XVII, avril 2004, pp. 6–8.
- “La priorité du Prof. Adrien Proust: la défense sanitaire”, su: La Revue du praticien, 30 novembre 2004, tome 54, n°18, pp. 2080–2085.
- “Le docteur Adrien Proust, le médecin voyageur”, su: Bulletin Marcel Proust, n° 54, 2004, pp. 9–24.

#### Temi diversi
- “Les drogmans pour voyageurs dans l'Orient du XIXe siècle”, in: Istanbul et les langues orientales (F. Hitzel éd.), L'Harmattan, Paris, 1997, pp. 451–476.
- “La piastre et le cyclotron. Essai sur la monnaie ottomane (1687-1844)”, su: Turcica, 34, 2002, pp. 171–188.
- “La lingua franca: un outil de communication”, in: Living in the Ottoman Ecumenical Community. Essays in Honour of Suraiya Faroqhi (a cura di V. Costantini e M. Koller), Leiden, Boston, Brill, 2008, pp. 409–422.